# Taro Kondo
Taro Kondo (Japans: 近藤 太郎, Kondō Tarō) (Kitami, 8 september 1994) is een voormalig Japanse langebaanschaatser.
Taro Kondo schaatste voor het bedrijventeam ANA Airport Services. Konto begon op zevenjarige leeftijd met schaatsen in zijn geboorteplaats Kitami.

## Carrière

### Olympische Winterspelen

#### 2014
| Afstand | Datum            | Eindtijd | Eindplaats |
| ------- | ---------------- | -------- | ---------- |
| 1000m   | 12 februari 2014 | 1.11,44  | 35         |
| 1500m   | 15 februari 2014 | 1.49,31  | 31         |

## Persoonlijke records
| Afstand      | Tijd     | Datum            | Baan           |
| ------------ | -------- | ---------------- | -------------- |
| 500 meter    | 35,25    | 12 februari 2022 | Nagano         |
| 1000 meter   | 1.07,78  | 8 februari 2020  | Calgary        |
| 1500 meter   | 1.44,21  | 9 december 2017  | Salt Lake City |
| 3000 meter   | 3.52,51  | 16 februari 2019 | Nagano         |
| 5000 meter   | 6.52,65  | 22 december 2015 | Nagano         |
| 10.000 meter | 15.01,22 | 19 december 2010 | Kushiro        |

## Resultaten
| Jaar | WK Afstanden | Olympische Spelen   | WK Junioren      |
| ---- | ------------ | ------------------- | ---------------- |
| 2014 |              | 35e 1000m 31e 1500m | 1000m · 5e 1500m |
|      |              |                     |                  |
| 2016 | 18e 1000m    |                     |                  |
| 2017 | 19e 1500m    |                     |                  |